# Coma
Il coma (dal greco κῶμα, "sonno") è uno stato di assenza di coscienza conosciuto fin dai tempi più antichi.  

## Storia
Con questo termine, Ippocrate indicava "il cadavere in sonno letargico", riferendosi a quei soggetti che apparivano in uno stato di sonno profondo dal quale non si poteva risvegliarli. Successivamente, nel 1966, Fred Plum e Jerome Posner, neurologi statunitensi, definirono il coma come «paziente non risvegliabile, non responsivo, che giace a occhi chiusi».

## Eziologia
In terapia intensiva, a volte, può essere necessario indurre un coma artificiale temporaneo per mezzo di farmaci, per ridurre l'edema cerebrale dopo un danno encefalico subito o adattare il paziente alla ventilazione meccanica.

## Clinica

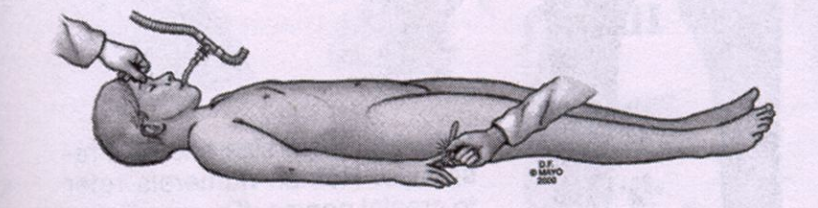
Rappresentazione di un paziente in stato di coma profondo sottoposto a un test di risposta motoria a stimoli dolorosi

In neurologia, si definisce coma un profondo stato di incoscienza che può essere provocato da intossicazioni (stupefacenti, alcool, tossine), alterazioni del metabolismo (ipoglicemia, iperglicemia, chetoacidosi) o danni e malattie del sistema nervoso centrale (ictus, traumi cranici, ipossia): fra tutte, le più comuni cause di coma sono le alterazioni del metabolismo.
I medici, per trattare adeguatamente e in tempi rapidi il malato critico, devono essere abili nel riconoscere uno stato di coma, distinguendo le varie condizioni di alterazione dello stato di coscienza: il coma (nessuna apertura degli occhi dopo stimolo doloroso), lo stato stuporoso (apertura degli occhi dopo stimolo doloroso) e lo stato soporoso (apertura degli occhi dopo stimolo verbale).
Il coma è diverso dal sonno, che è un processo che si autolimita, mentre non è possibile "svegliare" a comando una persona in stato di coma.
La gravità dello stato di coma si misura mediante numerose scale di misura: la scala semplificata, le scale a livelli, le scale a punteggio. La più diffusa, tra le scale a punteggio, è la Glasgow Coma Scale (scala GCS), proposta, nel 1974, dai neurochirurghi Graham Teasdale e Bryan Jennet. La scala, in base alle risposte del paziente a vari stimoli (dolorosi, verbali), stabilisce un grado di alterazione dello stato di coscienza, con un punteggio da 3 (coma profondo) a 15 (paziente sveglio e cosciente). L'uso della scala richiede di valutare l'apertura degli occhi, la risposta motoria, la risposta verbale: un paziente con GCS ≤ 8 è un paziente in coma, che non apre gli occhi dopo stimolo verbale o doloroso; questi malati devono essere intubati e sottoposti a ventilazione meccanica, perché privi dei riflessi di protezione delle vie aeree, situazione indotta dal danno a carico del tronco dell'encefalo. La GCS è stata inizialmente utilizzata per valutare il livello di coscienza dopo un trauma cranico, in seguito, il suo uso si è esteso a tutti i pazienti acuti, sia con patologie di natura medica, sia di natura traumatica.

### Diagnostica differenziale
La differenza fra il coma e lo stato soporoso e stuporoso è l'incapacità, di un soggetto in coma, di aprire gli occhi dopo uno stimolo verbale o doloroso. Nel paziente in stato soporoso, lo stato di incoscienza recede dopo stimolo verbale (apertura degli occhi), nel paziente in stato stuporoso lo stato di incoscienza recede dopo stimolo doloroso. 
Il coma è anche diverso dallo stato vegetativo che a volte può susseguire ad esso. Un paziente in stato vegetativo ha perso le funzioni neurologiche cognitive e la consapevolezza dell'ambiente intorno a sé, ma mantiene quelle non-cognitive e il ciclo sonno/veglia; può avere movimenti spontanei e apre gli occhi se stimolato, ma non parla e non obbedisce ai comandi. I pazienti in stato vegetativo possono apparire in qualche modo normali: di tanto in tanto possono fare smorfie, ridere, piangere o russare.
Il coma non è indice di morte cerebrale, cioè di cessazione irreversibile di tutte le funzioni del cervello e può accadere che un paziente in coma sia in grado di respirare da solo.
Uno studio condotto su 48 pazienti in stato comatoso nelle prime ore successive all'arresto cardiaco ha mostrato che il cervello deduce il legame tra segnali cardiaci generati internamente (il battito cardiaco) e stimoli sonori esterni anche in uno stato di coma profondo. Stimolati con suoni sincronia con il battito cardiaco, I soli pazienti con esito favorevole (cioè i rari casi di recupero dopo un arresto cardiaco) hanno mostrato una risposta neurale, accompagnata da una decelerazione della frequenza cardiaca.

## Prognosi
I possibili esiti di uno stato di coma possono variare dalla completa guarigione alla morte, a seconda della posizione, della gravità e dell'estensione del danno cerebrale che ha causato il coma stesso.
Un paziente può uscire dal coma con una serie di difficoltà motorie, intellettive e psichiche che possono richiedere particolari trattamenti: di solito il recupero avviene gradualmente, e un po' per volta il paziente recupera la sua capacità di risposta. Alcuni recuperano solo poche abilità di base, ma nella gran maggioranza dei casi il recupero è completo e il paziente ritorna alla piena coscienza.
Il coma vero e proprio dura di solito da 4 a 8 settimane, raramente di più. Dopo questo periodo, può evolvere in stato vegetativo. I pazienti in stato vegetativo possono recuperare in modo variabile. Possono riacquisire un certo grado di consapevolezza mantenendo gravi difficoltà motorie. In alcuni casi possono avere un recupero più importante con un ritorno ad una vita quasi normale, alcuni invece possono restare in tale stato per anni o per decenni. La causa di morte più comune per pazienti in stato vegetativo sono le infezioni, come la polmonite.
A volte si definisce “risveglio” l'uscita dal coma o dallo stato vegetativo. In realtà, se dal coma si recupera lo stato di coscienza rapidamente in modo simile al risveglio dal sonno, il recupero della coscienza da uno stato vegetativo avviene in modo lento e graduale, oppure può non avvenire mai.

## Questioni etiche
Ci sono state e ci sono tuttora, a volte, controversie e cause legali sulla decisione se tenere in vita persone da lungo tempo in coma o in stato vegetativo, con l'ausilio di macchine per il supporto vitale, praticando l'accanimento terapeutico o se staccarle da tali ausili e praticare ad esse, nei fatti, una forma di eutanasia, stante la difficoltà di previsione di un risveglio anche solo parziale.